# Futrono
Futrono este un oraș și comună din provincia Ranco, regiunea Los Ríos, Chile, cu o populație de 13.736 locuitori (2012) și o suprafață de 2120,6 km2.